# Sankt Annæ Passage
Sankt Annæ Passage er en passage mellem Store Kongensgade og Bredgade i København. Passagen ender tæt på Sankt Annæ Plads, og begge steder er navngivet efter deres beliggenhed i Sankt Annæ Kvarter. Dagbladet Information har til huse i passagen.
Passagen fører igennem et bygningskompleks, der blev opført efter tegninger af Niels Banke for grosserer Ferdinand Schmahl i 1916-1918.

## Gennemgang
Fra Bredgade er der adgang til passagen gennem en port i et fireetagers forhus. Ud mod gaden er der opsat et kunstfærdigt udført smedejernsgitter med passagens navn. Inde i porten er der kort over passagen, et relief og et hjørne med en gammel telefonboks. Inde i den første gård ligger der en lav gul bygning med en gavlkvist. Overfor ligger det fireetagers sidehus, der har en portal med søjler som indgangsparti. Derefter følger et tværhus med en gennemgang. I gennemgangen er der opsat fire relieffer, der viser passagen fra begge sider og fra oven.
Den anden gård slår et par sving. I denne gård ligger Dagbladet Informations fireetagers bygning, der også har en portal med søjler som indgangsparti. På facaden er der opsat en mindeplade for Børge Outze, der grundlagde avisen her 4. maj 1945. Pladen blev afsløret på 100 års dagen for hans fødsel, 18. marts 2012. Vinkelret på denne bygning står en femetages gul bygning med en gavlkvist. Endnu en femetages bygning ligger vinkelret på denne. På den anden side af passagen ligger en hvid toetages bygning. Efter denne følger en femetages vinkelbygning. Da passagen svinger her, vender den ene gavl ud mod passagen. Her er der opsat en plade om hvornår komplekset blev bygget og med navnene på bygherren, arkitekten og de involverede håndværksmestre. Ved siden af bygningens anden gavl står der en femetages bygning, der kun er to fag bred. Endelig er der tværhus med endnu en gennemgang.
I den tredje og sidste gård er der opsat en brønd med et løvehoved, som der løber vand ud af om sommeren. Gården er omgivet af en trefløjet femetages bygning med gule facader mod gården og en hvid mod Store Kongensgade. En gennemgang fører gennem forhuset ud til Store Kongensgade. Her er der opsat en mindeplade for tre danske krigshelte, der boede i et hus, der stod her indtil 1891. Pladen fortæller at viceadmiral Olfert Fischer boede her indtil 1829, generalmajor Olaf Rye indtil 1849 og generalløjntnant Frederik Bülow indtil 1852. Fischer deltog i Slaget på Reden 2. april 1802, mens de to andre deltog i Udfaldet fra Fredericia 6. juli 1849.